# 전국보건의료산업노동조합
전국보건의료산업노동조합(全國保健醫療産業勞動組合) 또는 보건의료노조는 대한민국의 노동조합이며, 현재 전국민주노동조합총연맹에 소속되어 있다. 보건, 의료계에 종사하는 간호사, 간호조무사, 의료기사(물리치료사, 작업치료사, 치과위생사, 방사선사, 임상병리사, 의무기록사, 치과기공사 등) 의사를 제외한 전체 직종의 노동자들을 대상으로 한다. 현재 전국보건의료산업노동조합의 조합원은 2025년 기준 85,000명이며, 전국에서 최초로 기업별노조에서 조직을 전환하여 산업별노동조합을 만들어 운영하고 있다. 1987년 자주적으로 설립된 기업단위로 설립된 병원별 노동조합들을 중심으로 단결하기 시작하여 1987년 12월 전국병원노동조합협의회를 구성하여 1988년 전국병원노동조합연맹을 결성하였다. 1998년 한국에서 최초로 기업별노조에서 산업별 노조인 전국보건의료산업노동조합을 설립했다. 영문 명칭은 Korean Health and Medical Workers' Union(KHMU)이며, 국제 노동단체인 국제공공노련(PSI), 국제사무직노련(UNI)에 가입하여 활동하고 있다.

## 산별노조
1998년 2월 27일 보건의료노조의 창립은 민주노총 내에서 실질적으로 최초로 기업별노조에서 산별노조를 건설한 조직이라는 데 의의가 있다. 그보다 일찍 창립된 산별노조는 전교조의 경우로서 1989년 5월 28일 창립되었다. 이후 민주노총 내의 다른 연맹이 산별노조를 창립하는 데에 영향을 끼쳤다. 이를테면 대학노조(1998년 11월9일), 건설노조(1999년 7월 합법화), 언론노조(2000년 11월), 금속노조(2001년 2월8일) 등의 산별노조가 잇달아 창립되었다.

## 같이 보기
- 전국민주노동조합총연맹